# Antonius Kass
Antonius Kass, genannt Toni (* 26. April 1963 in Paderborn), ist ein Sportmediziner und ehemaliger deutscher Volleyball-Nationalspieler.
Bis zum Abitur 1982 besuchte Kass das Gymnasium Theodorianum in Paderborn.
Toni Kass spielte zehn Jahre für vier Vereine in der Volleyball-Bundesliga und 80 mal in der A-Nationalmannschaft des DVV. Die größten Erfolge waren der zweite Platz bei den Junioren-Europameisterschaften 1982 und der Gewinn der deutschen Meisterschaft mit Bayer Leverkusen 1990. Kass studierte Medizin in Göttingen, in Düsseldorf und in Hobart (Tasmanien).
Er war bisher bei sechs Olympischen Sommerspielen Arzt der Deutschen Olympiamannschaft.
Schon während seiner Facharztausbildung zum Orthopäden betreute Kass seit 1993 die Volleyball-Nationalmannschaft der Frauen. In dieser Funktion nahm er 2000 an den Olympischen Spielen in Sydney und 2004 in Athen teil. Seit 2011 ist er der leitende Verbandssarzt des Deutschen Tischtennis-Bundes, nachdem er zuvor ab 2007 bereits das Tischtennis-Internat in Düsseldorf und die Mannschaft von Borussia Düsseldorf sportmedizinisch versorgte.
Bei den Olympischen Spielen 2012 in London war Kass sowohl für die Tischtennisnationalspieler als auch für die Männer-Volleyball-Mannschaft zuständig. Für die Olympischen Sommerspiele 2016 in Rio und die Olympischen Sommerspiele 2020 in Tokio war er über den Deutschen Olympischen Sportbund (DOSB) direkt für die Betreuung der gesamten deutschen Olympiamannschaft im Einsatz. Die Olympischen Sommerspiele 2024 in Paris waren seine sechsten Spiele als Arzt des Team D
Im Dezember 2014 wurde Kass vom Deutschen Behindertensportverband (DBS) zum Verbandsarzt der Behinderten-Tischtennis-Nationalmannschaft ernannt. Damit ist er einer der wenigen Mannschaftsärzte Deutschlands, der sowohl im Behinderten- als auch im Regelsport als leitender Verbandsarzt engagiert ist.
Bei der zweiten und dritten Ausgabe der Europaspiele 2019 in Minsk und Europaspiele 2023 in Krakau war er als „Chief Medical Officer“ des DOSB für das medizinische Team dieser Multisportveranstaltung verantwortlich.
Seit 1992 ist er Mitglied der Anti-Doping-Kommission des Deutschen Volleyball-Verbandes.
Kass ist als Orthopäde und Sportmediziner in Düsseldorf in eigener Praxis niedergelassen. Kass ist verheiratet, hat drei Töchter und wohnt in Ratingen.